# Polyipnus fraseri
Polyipnus fraseri és una espècie de peix pertanyent a la família dels esternoptíquids.

## Descripció
- Fa 4 cm de llargària màxima.[5][6]

## Hàbitat
És un peix marí i bentopelàgic que viu fins als 1.023 m de fondària.

## Distribució geogràfica
Es troba al Pacífic occidental: la costa oriental de les Filipines i el mar de les Filipines.

## Observacions
És inofensiu per als humans.